# Zgrada glavnog zapovjedništva u Osijeku
Zgrada rektorata Sveučilišta J. J. Strossmayera, povijesno Zgrada glavnog vojnog zapovjedništva (Palača Slavonske Generalkomande, Generalkomanda, Generalatshaus), kasnije vojarna (Generalatskasserne) je zgrada bivšeg sjedišta generalata za Slavonsku vojnu krajinu u Osijeku, a danas je u njoj smješten Rektorat Sveučilišta Josipa Jurja Strossmayera u Osijeku.
Smještena je na sjevernoj strani Trga sv. Trojstva u Tvrđi i jedan je od simbola grada.
Velika četverokrilna dvokatna zgrada građena je od 1724. do 1726. prema projektu za sad nepoznatog arhitekta, u sintezi renesanse i baroka, a na inicijativu kneza Eugena Savojskog. Drugi kat je nadograđen 1765. godine. Zgrada se ističe monumentalnim renesansnim pročeljem s tipično baroknim portalom u središnjoj osi s dvostrukim stupovima u dovratnicama, koji je omeđen atlantima koji pridržavaju balkon prvoga kata. U unutrašnjosti je veža podijeljena stupovima na tri broda. Dva velika stubišta vode na prvi kat zgrade. Izvorno je zgrada imala arkade prema dvorištu, koje su kasnije zazidane. Zgrada se smatra jednim od najvećih i najznačajnijih djela barokne arhitekture u Hrvatskoj.
Prikazana je na naličju novčanice od dvjesta kuna.

## Zaštita
Pod oznakom Z-1254 zavedena je kao nepokretno kulturno dobro – nepokretna pojedinačna, pravna statusa zaštićena kulturnog dobra, klasificiran kao "vojne i obrambene građevine".